# Maxwell Tylden Masters
Maxwell Tylden Masters (* 15. April 1833 in Canterbury; † 30. Mai 1907 in Ealing, Middlesex) war ein englischer Arzt und Botaniker. Sein offizielles botanisches Autorenkürzel lautet „Mast.“   

## Leben und Wirken

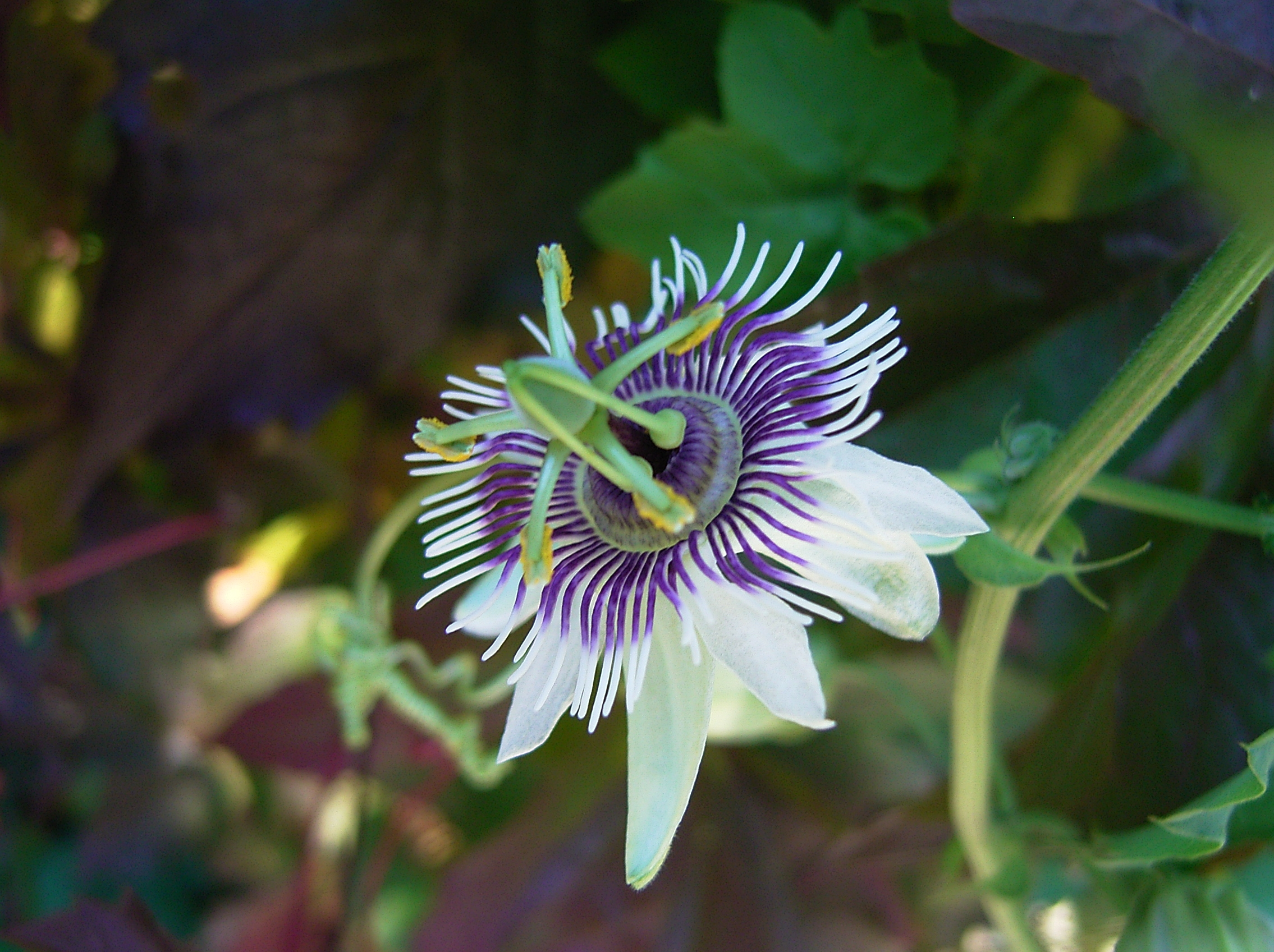
Passiflora morifolia Mast., eine Art, die erstmals 1872 von Maxwell Tylden Masters beschrieben wurde

Er studierte am King’s College London und wurde 1862 an der medizinischen Fakultät der Universität St Andrews promoviert. 1858 heiratete er Ellen Tress. Das Paar hatte vier Kinder. Von 1855 bis 1868 hatte er eine Forschungsstelle als Assistent für Botanik am Universitätskrankenhauszentrum von St. George. Gleichzeitig arbeitete er ab 1856 als Stadtarzt. 1870 wurde er in die Royal Society aufgenommen. Ebenso war er Mitglied der Linné-Gesellschaft von London. 1888 wurde er korrespondierendes Mitglied der Académie des sciences.
Bekannt wurde er als Autor zahlreicher wissenschaftlicher Arbeiten wie Vegetable Teratology (1869). Er war von 1865 bis 1907 Herausgeber des Gardeners' Chronicle. Zu seiner Zeit galt er als maßgeblicher Fachmann für die Passionsblumengewächse (Passifloraceae).

## Nach Masters benannte Taxa
Die Pflanzengattung Mastersia Benth. aus der Familie der Hülsenfrüchtler (Fabaceae) wurde nach ihm und nach John White Masters benannt.  Nach Maxwell Tylden Masters ist die Lärchenart Larix mastersiana und die Kannenpflanzen-Hybride Nepenthes × mastersiana benannt, außerdem die Pflanzengattungen Mastersiella Gilg-Ben. aus der Familie der Restionaceae und Maxwellia Baill. aus der Familie der Malvengewächse (Malvaceae).